# Suipinima
Suipinima is een kevergeslacht uit de familie van de boktorren (Cerambycidae). De wetenschappelijke naam van het geslacht werd voor het eerst geldig gepubliceerd in 2004 door Martins & Galileo.

## Soorten
Suipinima omvat de volgende soorten:
- Suipinima marginalis Martins & Galileo, 2004
- Suipinima pitanga Martins & Galileo, 2004
- Suipinima suturalis Martins & Galileo, 2004
- Suipinima una Martins & Galileo, 2004